# Estação Campo 24 de Agosto
A Estação Campo 24 de Agosto é parte da rede ferroviária da cidade do Porto.